# Englische Fußballnationalmannschaft der Frauen/Europameisterschaften
Der Artikel beinhaltet eine ausführliche Darstellung der englischen Fußballnationalmannschaft der Frauen bei Europameisterschaften und den Qualifikationen dazu. England nahm – mit Ausnahme von 2005 und 2022, als man als Gastgeber automatisch qualifiziert war – immer an der Qualifikation teil, nahm achtmal an der Endrunde teil und erreichte zweimal die Finalrunde, die 1984 und 1995 mit Hin- und Rückspielen ausgetragen wurde. England konnte zweimal (2022 und 2025) den Titel gewinnen. Zudem gab es zwei zweite Plätze, einen vierter Platz und einen weiteren Halbfinaleinzug. Bei der 1979 durchgeführten inoffiziellen Europameisterschaft in Italien war England durch eine Niederlage im Elfmeterschießen Vierter geworden.

## Übersicht
| Jahr | Gastgeberland     | Teilnahme bis …    | Gegner                          | Ergebnis      | Trainer/in     | Bemerkungen und Besonderheiten |
| ---- | ----------------- | ------------------ | ------------------------------- | ------------- | -------------- | --- |
| 1984 | keine Endrunde    | Finale             | Schweden                        | Zweite        | Martin Reagan  | Niederlage im Elfmeterschießen |
| 1987 | Norwegen          | Spiel um Platz 3   | Italien                         | Vierter       | Martin Reagan  | |
| 1989 | Deutschland       | nicht qualifiziert | -                               | -             |                | In der Qualifikation an Dänemark und Norwegen gescheitert |
| 1991 | Dänemark          | nicht qualifiziert | -                               | -             |                | Im Viertelfinale am später erfolgreichen Titelverteidiger Deutschland gescheitert |
| 1993 | Italien           | nicht qualifiziert | -                               | -             |                | Im Viertelfinale am späteren Gastgeber Italien gescheitert |
| 1995 | keine Endrunde    | Halbfinale         | Deutschland                     | -             | Ted Copeland   | |
| 1997 | Norwegen/Schweden | nicht qualifiziert | -                               | -             |                | In den Playoffs an Spanien gescheitert |
| 2001 | Deutschland       | Vorrunde           | Deutschland, Russland, Schweden | -             | Hope Powell    | Als Gruppenletzter ausgeschieden |
| 2005 | England           | Vorrunde           | Dänemark, Finnland, Schweden    | -             | Hope Powell    | Als Gruppenletzter ausgeschieden |
| 2009 | Finnland          | Finale             | Deutschland                     | Zweiter       | Hope Powell    | Höchste Finalniederlage |
| 2013 | Schweden          | Vorrunde           | Frankreich, Russland, Spanien   | -             | Hope Powell    | Nach Vorrundenaus Ende der Amtszeit von Hope Powell |
| 2017 | Niederlande       | Halbfinale         | Niederlande                     | -             | Mark Sampson   | Gegner in der Vorrunde waren Schottland, Spanien und Portugal. Im Viertelfinale erster Sieg gegen Frankreich seit 1974                                                                         |
| 2022 | England           | Finale             | Deutschland                     | Europameister | Sarina Wiegman | Am 3. Dezember 2018 wurde England von der UEFA als Gastgeber bestimmt, wodurch die Mannschaft automatisch qualifiziert ist. Gegner bei der Endrunde waren Nordirland, Norwegen und Österreich. |
| 2025 | Schweiz           | Finale             | Spanien                         | Europameister | Sarina Wiegman | Als Gruppenzweiter hinter Frankreich qualifiziert. Finalsieg per Elfmeterschießen. |

## Die Turniere

### EM 1984
Für die erste Europameisterschaft hatten nur 16 Mannschaften gemeldet und die Gruppen für die Qualifikation wurden nach geographischen Gegebenheiten eingeteilt. Die englische Mannschaft qualifizierte sich mit sechs Siegen gegen Schottland, Irland und Nordirland. Als Gruppensieger traf England im Halbfinale der Finalrunde in zwei Spielen auf Dänemark und gewann beide. Auch das Finale wurde in zwei Spielen entschieden. Gegner waren die Schwedinnen, gegen die die Engländerinnen zunächst auswärts antraten. Da beide Heimspiele nach regulärer Spielzeit 1:0 für die Heimmannschaften endeten, kam es zum ersten Elfmeterschießen bei einer EM der Frauen und England verlor dieses mit 3:4.

### EM 1987 in Norwegen
Bereits im selben Jahr begann die Qualifikation für die nächste Europameisterschaft, für die wieder nur 16 Mannschaften gemeldet hatten. England traf auf die gleichen Gegner wie zuvor und gewann wieder und als einzige Mannschaft alle sechs Spiele. Dabei erzielten die Engländerinnen mit 34 Toren die meisten aller 16 Qualifikationsgegner und mussten die wenigsten Gegentore (2) hinnehmen. Die Endrunde der besten vier Mannschaften fand nun in einem Land statt und Norwegen erhielt den Zuschlag. Die Engländerinnen trafen im Halbfinale wie drei Jahre zuvor im Finale auf die Schwedinnen und verloren mit 2:3 nach Verlängerung und anschließend das Spiel um Platz 3 gegen Italien.

### EM 1989 in Deutschland
Bereits drei Monate nach dem Finale begann die Qualifikation für die nächste Endrunde. Diesmal traf England nicht auf Gegner von den britischen Inseln. Stattdessen musste die Mannschaft gegen Titelverteidiger Norwegen, zudem Finnland und Dänemark antreten, die sich als wesentlich stärker erwiesen. England gewann zwar das erste Spiel in Finnland sowie das folgende Heimspiel gegen Dänemark jeweils mit 2:1, musste dann aber in Dänemark die erste Qualifikationsniederlage hinnehmen. Gegen Norwegen wurden dann auch beide Spiele verloren und im Heimspiel gegen Finnland nur ein 1:1 erreicht. Damit schied England punktgleich mit Dänemark, aber der schlechteren Tordifferenz als Gruppendritter aus. Dänemark scheiterte dann im Viertelfinale an Schweden, Norwegen setzte sich gegen die Niederlande durch und verlor erst im Finale seinen Titel an Deutschland.

### EM 1991 in Dänemark
In der Qualifikation für die folgende EM-Endrunde trafen die Engländerinnen wieder auf Norwegen und Finnland sowie diesmal Belgien, gegen das die einzigen Siege gelangen. Mit drei torlosen Remis und einer 0:2-Niederlage in Norwegen reichte es aber zum zweiten Platz und der Qualifikation für das Viertelfinale. Hier trafen sie auf Titelverteidiger Deutschland und verloren mit 0:2 und 1:4, wonach die Amtszeit von Martin Reagan endete. England hatte damit auch die Qualifikation für die erste offizielle WM der Frauen verpasst. Deutschland konnte dann bei der Endrunde den Titel erfolgreich verteidigen.

### EM 1993 in Italien
An der Qualifikation für die folgende EM nahmen schon 23 Mannschaften teil. Um sich für das Viertelfinale zu qualifizieren, musste England, das nun von John Bilton trainiert wurde, in der Gruppenphase gegen Island und Schottland spielen. England gewann alle vier Spiele und traf im Viertelfinale auf Italien. In Italien wurde zwar mit einem 2:3 noch eine gute Ausgangsbasis gelegt, das Rückspiel wurde aber mit 0:3 verloren. Damit endete die Amtszeit von John Bilton. Danach übernahm Ted Copeland die Aufgabe, der zudem beim englischen Verband Regional Director war.

### EM 1995
1993 begann mit 29 Mannschaften die Qualifikation für die nächste Europameisterschaft, die wieder und letztmals ohne Endrunde ausgetragen wurde. England traf erstmals auf Slowenien, gegen das zweimal mit 10:0 gewonnen wurde, sowie Belgien und Spanien. Mit 34:0 Toren in vier Siegen und zwei Remis (zweimal 0:0 gegen Spanien) setzten sich die Engländerinnen mit einem Punkt Vorsprung vor Spanien, das beim 0:0 in Belgien einen Punkt zu viel abgab, als Gruppensieger durch. Im Viertelfinale traf England auf Island und gewann zweimal mit 2:1. Im Halbfinale war dann wieder gegen Titelverteidiger Deutschland Endstation. Das Heimspiel wurde erneut mit 1:4 verloren, im Rückspiel dann mit 1:2. Mit dem Halbfinaleinzug hatte sich England aber für die zweite WM in Schweden qualifiziert. Deutschland gelang dann die erneute Titelverteidigung.

### EM 1997 in Norwegen
Neun Monate nach dem Halbfinalaus begann die Qualifikation für die nächste EM-Endrunde für die nun schon 34 Mannschaften gemeldet hatten und die erstmals mit acht Mannschaften ausgetragen wurde. Auf Grund der unterschiedlichen Spielstärke der gemeldeten Mannschaften wurde die Qualifikation in zwei Kategorien eingeteilt. Die 16 stärksten Mannschaften, zu denen auch England gehörte, spielten um die direkte Qualifikation, die 18 schwächeren Mannschaften um die Möglichkeit bei der nächsten Qualifikation in der höheren Kategorie zu spielen. Im ersten Spiel trafen die Engländerinnen auf Italien und mussten sich mit einem 1:1 begnügen. Nach zwei 5:0-Siegen gegen Kroatien und Portugal, gegen die erstmals gespielt wurde, wurde das Rückspiel in Italien mit 1:2 verloren. Danach folgten noch zwei Siege, was aber nur zum zweiten Gruppenplatz reichte, da Italien sich gegen die beiden anderen keine Blöße gegeben hatte. Damit musste England in die Relegationsspiele und gegen einen Gruppendritten spielen. Gegner waren die Spanierinnen, gegen die auswärts mit 1:2 verloren wurde, so dass das 1:1 im Rückspiel nicht reichte, um die Endrunde zu erreichen. England war damit der einzige Gruppenzweite, der gegen einen Gruppendritten ausschied. Für Spanien war es die erste Endrundenteilnahme, die dann erst im Halbfinale endete.

### EM 2001 in Deutschland
Im Juni 1998 wurde Hope Powell erste Vollzeittrainerin der Frauennationalmannschaft. In der Qualifikation für die EM 2001 spielten die Engländerinnen wieder in der höheren Kategorie und trafen diesmal auf den späteren Olympiasieger Norwegen, gegen den es die beiden einzigen Niederlagen gab, darunter mit 0:8 die höchste Länderspielniederlage. Gegen die weiteren Gegner Portugal und die Schweiz gelangen aber drei Siege und ein Remis, womit der zweite Platz erreicht wurde, sodass die Engländerinnen erneut in die Playoffs mussten. Hier traf England erstmals auf die Ukraine und gewann beide Spiele (2:1 in der Ukraine und 2:0 in England).
Bei der Endrunde in Deutschland wurde im ersten Gruppenspiel und ersten Spiel überhaupt gegen Russland ein 1:1 erreicht, gegen Schweden (0:4) und Deutschland (0:3) aber verloren, so dass England als Gruppenletzter ausschied.

### EM 2005 in England
Für die EM 2005 wurde der Gastgeber erstmals vorab festgelegt und England erhielt den Zuschlag für die Austragung. Damit musste sich England nicht qualifizieren.
Bei der Endrunde konnte England den Heimvorteil aber nicht nutzen. Zwar startete die Mannschaft mit einem 3:2 durch ein Tor in der Nachspielzeit von Karen Carney gegen Finnland, das erstmals an der Endrunde teilnahm, verlor dann aber mit 1:2 durch zwei Tore in der Schlussphase gegen Dänemark und durch ein frühes Tor mit 0:1 gegen Vizeeuropameister Schweden. Damit schied England erneut als Gruppenletzter aus.

### EM 2009 in Finnland
Die EM 2009 fand in Finnland statt. Erstmals nahmen zwölf Mannschaften am Turnier teil. Geändert wurde auch der Qualifikationsmodus. Die 1. Qualifikationsrunde bestritten nur die 20 schwächsten Nationalmannschaften. England musste erst in der zweiten Runde eingreifen und traf in einer Fünfergruppe auf Spanien, Tschechien und Nordirland sowie erstmals auf Belarus. Die Engländerinnen begannen mit vier Siegen ohne Gegentor, blieben dann zwar im Heimspiel gegen Tschechien auch ohne Gegentor, konnten aber selber auch keins erzielen. Im sechsten Spiel kassierten sie dann beim 6:1 in Belarus das erste Gegentor und auch in den beiden folgenden Spielen – 5:1 in Tschechien und 2:2 in Spanien – blieben sie nicht ohne Gegentore. Dennoch reichte es zum ersten Platz und der direkten Qualifikation für die Endrunde. Tschechien scheiterte als Gruppenzweiter in den Playoffs an Italien.
Gegen Italien verloren die Engländerinnen dann bei der Endrunde das Auftaktspiel mit 1:2. Dabei erhielt Casey Stoney bereits in der 28. Minute wegen einer Notbremse die Rote Karte und war für das zweite Gruppenspiel gesperrt. Dennoch ging England zehn Minuten später durch einen von Fara Williams verwandelten Foulelfmeter in Führung. Im zweiten Spiel gewannen sie dann gegen Russland nach 0:2-Rückstand mit 3:2 und erreichten gegen Schweden ein 1:1. Damit war England bester Gruppendritter und für das Viertelfinale qualifiziert, das erstmals bei einer Endrunde stattfand. Hier trafen sie auf Gastgeber Finnland und gewannen mit 3:2. Gegner im Halbfinale war dann die Niederlande, die sich erstmals überhaupt für die Endrunde qualifiziert hatte. Nach einer torlosen ersten Halbzeit erzielten beide zwischen der 61. und 64. Minute je ein Tor. Dabei blieb es bis zum Ende, so dass es zur Verlängerung kam. In dieser gelang der erst in der 91. Minute eingewechselten Jill Scott vier Minuten vor dem Ende der entscheidende Treffer. Im Finale war dann Titelverteidiger Deutschland der Gegner und es wurde das torreichste Finale der EM-Geschichte. Deutschland führte bereits nach 22 Minuten mit 2:0, aber Karen Carney verkürzte zwei Minuten später auf 1:2. In der zweiten Halbzeit stellte Kim Kulig zunächst den Zweitorevorsprung wieder her, aber Rekordtorschützin Kelly Smith konnte erneut verkürzen. Danach gelangen den Deutschen aber noch drei Tore, was die englische Boulevardzeitung The Sun mit „IT did not get to penalties — but this was still a horror for Hope Powell’s side.“ kommentierte.

### EM 2013 in Schweden
Die EM 2013 fand zum zweiten Mal in Schweden statt. Wieder wurde die Qualifikation von den schwächeren Mannschaften begonnen, diesmal aber nur von den acht schwächsten Teams. England musste wieder erst in der zweiten Runde eingreifen und traf auf die Niederlande und Kroatien sowie erstmals Serbien und Slowenien. England gewann sechs Spiels und spielte zweimal remis, darunter zum Auftakt 2:2 in Serbien und 0:0 in den Niederlanden. Damit wurden die Engländerinnen mit einem Punkt Vorsprung Gruppensieger. Die zweitplatzierten Niederländerinnen konnten sich aber als bester Gruppenzweiter ebenfalls direkt qualifizieren.
Bei der Endrunde startete die englische Mannschaft mit einem 2:3 gegen Spanien, wobei Abwehrspielerin Laura Bassett in der 89. Minute das 2:2 erzielt hatte, die Spanierinnen aber in der Nachspielzeit noch den Siegtreffer erzielen konnten. Im zweiten Spiel gegen Russland konnte dann Toni Duggan in der Nachspielzeit zum 1:1 ausgleichen. Gegen Frankreich wurde dann mit 0:3 verloren und damit nur der letzte Platz belegt. Damit endete die Amtszeit von Hope Powell.

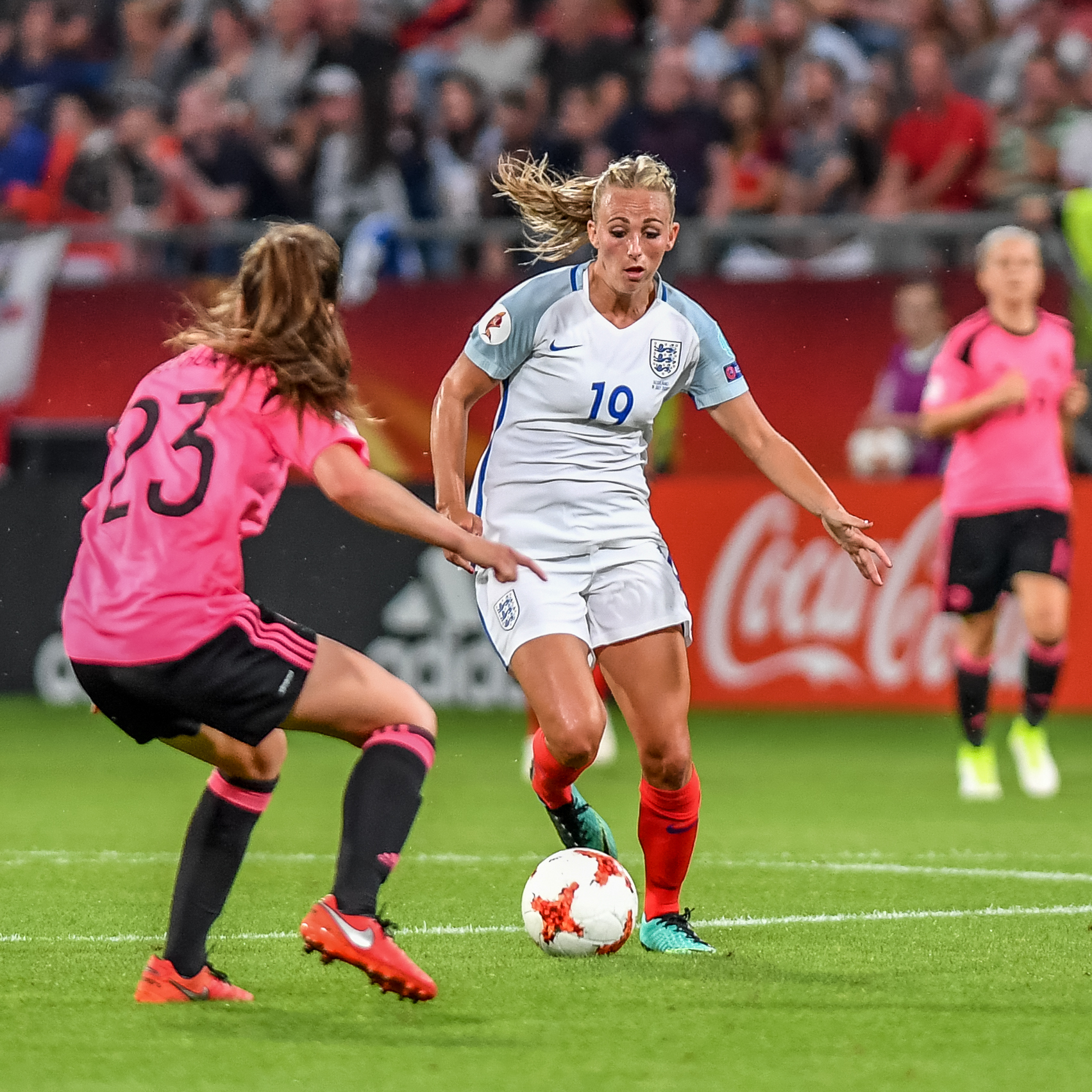
Szene aus dem Spiel gegen Schottland mit Toni Duggan und Chloe Arthur (SCO)

### EM 2017 in den Niederlanden
Die EM 2017 fand in den Niederlanden und erstmals mit 16 Mannschaften statt. England, das seit 2014 vom Waliser Mark Sampson trainiert wird, der England durch den ersten Sieg gegen Deutschland bei der WM 2015 als beste europäische Mannschaft auf Platz 3 führte, traf in der Qualifikation auf Belgien, erstmals auf Bosnien-Herzegowina, sowie Estland – gegen das im ersten Spiel mit 8:0 gewonnen wurde – und Serbien. England konnte sich als Gruppensieger mit sieben Siegen und einem Remis für die EM qualifizieren.
Für die Auslosung der Endrundengruppen am 8. November 2016 waren die Engländerinnen in Topf 1 gesetzt und konnten daher weder Gastgeber Niederlande noch Titelverteidiger Deutschland zugelost werden. England wurde als Gruppenkopf der Gruppe D gelost und erhielt als Gegner den Nachbarn Schottland sowie die beiden iberischen Mannschaften Spanien und Portugal zugelost. Für Schottland und Portugal war es die erste Endrundenteilnahme. Zum Auftakt gewannen die Engländerinnen mit 6:0 gegen Schottland und gewannen dabei erstmals mit mehr als einem Tor Unterschied ein EM-Endrundenspiel. Das 6:0 ist zudem der höchste Sieg in der Geschichte der EM-Endrunden und Jodie Taylor erzielte dabei drei Tore. Gegen Spanien folgte dann ein 2:0 und gegen Portugal, gegen das ein Remis zum Gruppensieg gereicht hätte, folgte der dritte Sieg, womit die Engländerinnen erstmals drei Gruppenspiele bei einem großen Turnier gewannen. Im Viertelfinale konnten sie sich dann gegen Frankreich durchsetzen, gegen das sie seit 1974 nicht mehr gewonnen hatten. Im Halbfinale unterlagen sie dann aber mit 0:3 gegen die Gastgeberinnen. Immerhin wurde Jodie Taylor mit insgesamt fünf Toren Torschützenkönigin des Turniers.

### 2022 in England

Startaufstellung im Finale

Da die FA sich als einziger Verband um die Ausrichtung für 2021 beworben hatte, erhielt England am 3. Dezember 2018 von der UEFA den Zuschlag, wodurch die Mannschaft automatisch qualifiziert ist. Aufgrund der COVID-19-Pandemie wurde die EM der Männer, die 2020 stattfinden sollte, um ein Jahr verschoben und deshalb auch die EM der Frauen, so dass diese nun 2022 stattfinden soll. Bei der Auslosung am 28. Oktober 2021 wurden Österreich, Norwegen und Nordirland zugelost. Gegen diese Mannschaften hatten die Engländerinnen bei EM-Endrunden noch nicht gespielt. Nach einem 1:0 gegen Österreich im Eröffnungsspiel konnten sie mit 8:0 gegen Norwegen ihren Rekordsieg von der letzten EM-Endrunde überbieten und den Norwegerinnen damit ihre höchste Länderspielniederlage zufügen. Die Engländerinnen waren damit als erste Mannschaft für das Viertelfinale qualifiziert. Im letzten Spiel gegen Nordirland wurde mit 5:0 gewonnen, womit die Engländerinnen erstmals die Gruppenphase ohne Gegentor überstanden, was zuvor nur Deutschland 2005 gelungen war. Zudem stellten die einen neuen Vorrundentorrekord mit 14:0 Toren auf (zuvor Deutschland mit 11:1, 2001). Nach Siegen im Viertelfinale gegen Spanien (2:1 n. V.) und Halbfinale gegen Schweden (4:0) trafen sie wie 2009 auf Deutschland. In einem ausgeglichenen Spiel stand es nach 90 Minuten 1:1, so dass es zur Verlängerung kam, in der der in der 64. Minute eingewechselten Chloe Kelly der Siegtreffer gelang. Durch die sechs Turniersiege kletterte die Mannschaft in der ewigen Rangliste vom siebten auf den vierten Platz.

### EM 2025 in der Schweiz
Die Qualifikation lief erstmals unter einem anderen Modus. Analog der UEFA Women’s Nations League wurde in drei Ligen gespielt, wobei sich die Gruppensieger und -zweiten der Liga A direkt für die Endrunde qualifizierten. Die Gruppendritten und -vierten hatten dann noch die Chance sich über Play-offs für die Endrunde zu qualifizieren. Die englischen Frauen treffen in Liga A3 auf Frankreich, Schweden und Irland. Die Engländerinnen qualifizierten sich als Gruppenzweite hinter Frankreich direkt für die Endrunde.
Bei der Endrunde trafen sie im ersten Spiel erneut auf Frankreich und verloren nach einer dominanten Anfangsphase mit 1:2. Im zweiten Spiel konnten sie ihre Vorgängerinnen, die Niederländerinnen mit 4:0 besiegen – für diese die höchste Niederlage bei einer EM-Endrunde. Im letzten Spiel gegen WM-Neuling Wales gelang ein 6:1-Sieg, womit sie als Gruppenzweite im Viertelfinale zum sechsten Mal bei einer EM auf Schweden trafen. Gegen diese lagen sie nach 25 Minuten mit 0:2 zurück. In der 79. Minute erzielte Lucy Bronze den Anschlusstreffer und zwei Minuten später die in der 70. Minuten eingewechselte Michelle Agyemang den Treffer zum 2:2-Ausgleich. Dabei blieb es auch nach Verlängerung, so dass das Elfmeterschießen entscheiden musste. Hier standen beide Torhüterinnen im Mittelpunkt. Zwar konnte die schwedische Torhüterin vier Elfmeter halten und die englische Torhüterin nur zwei, da aber drei Schwedinnen über das Tor oder an den Pfosten schossen, gewannen die Engländerinnen das Elfmeterschießen mit 3:2 und trafen im Halbfinale auf Italien. Gegen die Azurre gerieten die Engländerinnen durch einen Konter in der 33. Minute in Rückstand, der trotz vieler Torchancen bis in die Nachspiel zeit Bestand hatte. In der sechsten Minute der Nachspielzeit gelang dann der erst in der 85. Minute eingewechselten Michelle Agyemang das Tor zum 1:1-Ausgleich, wodurch es in die Verlängerung ging. In dieser erhielten sie eine Minute vor dem Spielende einen  Strafstoß zugesprochen. Diesen von der in der 77. Minuten eingewechselten Chloe Kelly geschossenen konnte die italienische Torhüterin zwar abwehren, Kelly konnte aber per Nachschuss den Siegtreffer erzielen. Îm Finale treffen sie entweder auf Rekordeuropameister Deutschland oder Spanien, womit es entweder eine Wiederholung des letzten EM- oder WM-Finales kommt. Trainerin Sarina Wiegman ist damit auch die erste Trainerin, die bei fünf aufeinander folgenden EM- und WM-Turnieren mit ihren Mannschaften das Finale erreicht hat. Im Finale gerieten sie in der 25. Minute durch ein Kopfballtor in Rückstand, konnten aber ebenfalls durch ein Kopfballtor in der 57. Minute durch Alessia Russo ausgleichen. Das Remis verteidigten sie bis ins Elfmeterschießen, in dem beide Torhüterinnen zwei Elfmeter halten konnten. Da aber eine Spanierin zudem neben das Tor schoss, konnten die Engländerinnen den Titel verteidigen. Michelle Agyemang wurde als beste junge Spielerin ausgezeichnet.

## Statistiken
Sämtliche Statistiken umfassen nur die Europameisterschaften, bei denen tatsächlich eine Endrunde stattgefunden hat. Die Europameisterschaften 1984 und 1995 werden also nicht berücksichtigt.

### Spielerinnen mit den meisten Einsätzen bei Europameisterschaften
| Spiele | Spieler         | Jahr (Spiele)                          |
| ------ | --------------- | -------------------------------------- |
| 16     | Lucy Bronze     | 2013 (0), 2017 (4), 2022 (6), 2025 (6) |
| 15     | Karen Carney    | 2005 (3), 2009 (6), 2013 (3), 2017 (3) |
| 14     | Jill Scott      | 2009 (4), 2013 (3), 2017 (3), 2022 (4) |
|        | Kelly Smith     | 2001 (3), 2005 (3), 2009 (6), 2013 (2) |
|        | Fara Williams   | 2005 (3), 2009 (6), 2013 (3), 2017 (2) |
| 13     | Ellen White     | 2013 (3), 2017 (4), 2022 (6)           |
| 12     | Eniola Aluko    | 2005 (3), 2009 (6), 2013 (3)           |
|        | Katie Chapman   | 2001 (3), 2005 (3), 2009 (6)           |
|        | Alex Greenwood  | 2017 (1) 2022 (5), 2025 (6)            |
|        | Lauren Hemp     | 2022 (6), 2025 (6)                     |
|        | Chloe Kelly     | 2022 (6), 2025 (6)                     |
|        | Beth Mead       | 2022 (6), 2025 (6)                     |
|        | Alessia Russo   | 2022 (6), 2025 (6)                     |
|        | Alex Scott      | 2005 (3), 2009 (5), 2013 (3), 2017 (1) |
|        | Georgia Stanway | 2022 (6), 2025 (6)                     |
|        | Ella Toone      | 2022 (6), 2025 (6)                     |
|        | Keira Walsh     | 2022 (6), 2025 (6)                     |
|        | Leah Williamson | 2022 (6), 2025 (6)                     |
| 11     | Millie Bright   | 2017 (5), 2022 (6)                     |
| 10     | Fran Kirby      | 2017 (4), 2022 (6)                     |
|        | Faye White      | 2001 (1), 2005 (3), 2009 (5)           |
| 8      | Sue Smith       | 2001 (3), 2009 (5)                     |
|        | Casey Stoney    | 2005 (0), 2009 (5), 2013 (3)           |
|        | Rachel Unitt    | 2001 (3), 2005 (3), 2009 (2)           |
| 7      | Anita Asante    | 2005 (0), 2009 (4), 2013 (3)           |
|        | Rachel Brown    | 2001 (0), 2005 (1), 2009 (6), 2013 (0) |
|        | Jessica Carter  | 2022 (1), 2025 (6)                     |
|        | Steph Houghton  | 2013 (3), 2017 (4)                     |
| 6      | Karen Bardsley  | 2013 (3), 2017 (3)                     |
|        | Rachel Daly     | 2022 (6)                               |
|        | Toni Duggan     | 2013 (2), 2017 (4)                     |
|        | Mary Earps      | 2022 (6)                               |
|        | Hannah Hampton  | 2025 (6)                               |
|        | Lauren James    | 2025 (6)                               |
|        | Rachel Yankey   | 2001 (1), 2005 (3), 2013 (2)           |

Stand: 27. Juli 2025 (Für die EM 2025 nominierte Spielerinnen sind fett gedruckt)

### Spielerinnen mit den meisten Toren bei Europameisterschaften

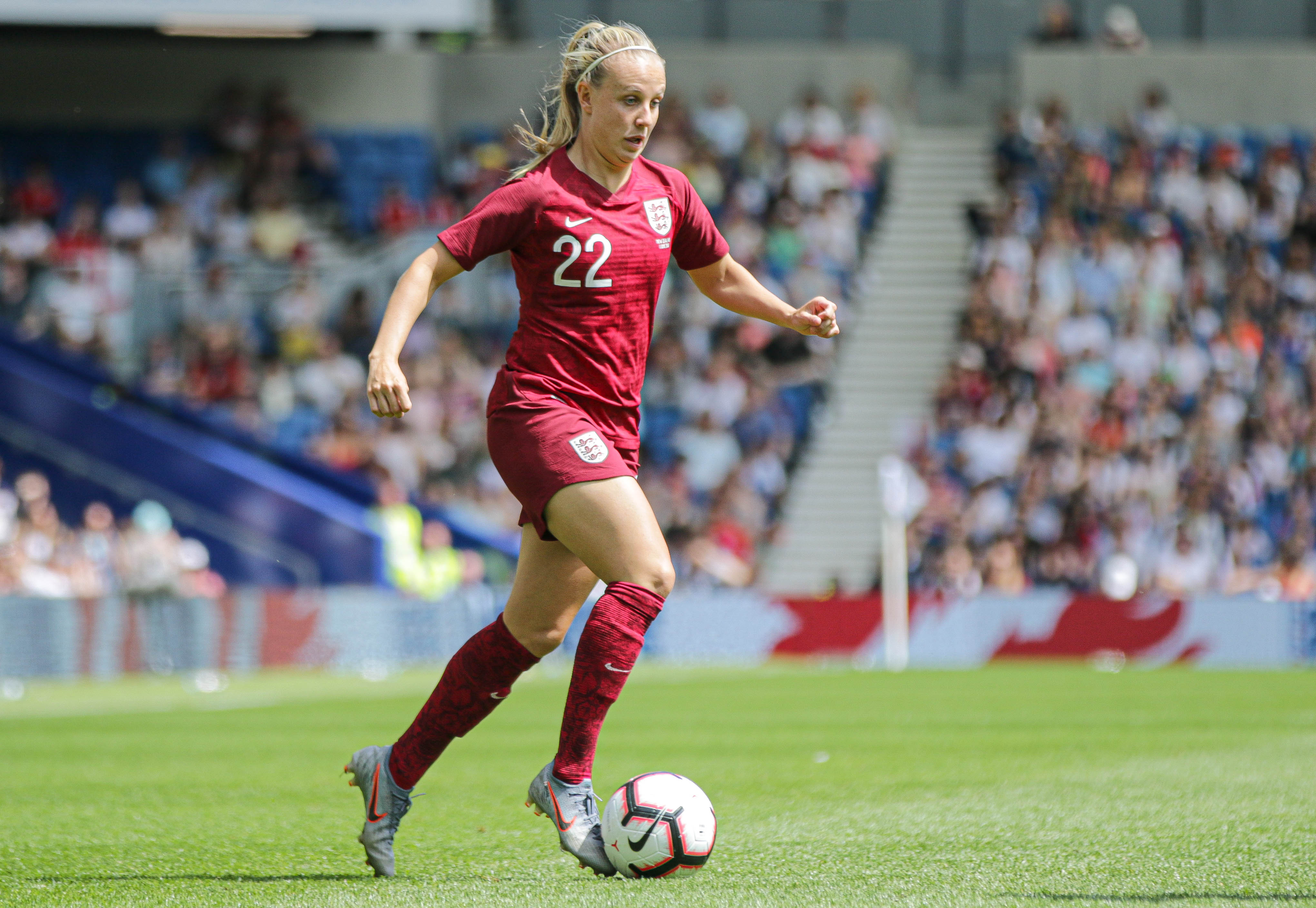
Beath Mead, beste englische EM-Torschützin

| Tore | Spieler           | Jahr (Tore)                            |
| ---- | ----------------- | -------------------------------------- |
| 7    | Beth Mead         | 2022 (6), 2025 (1)                     |
| 6    | Alessia Russo     | 2022 (4), 2025 (2)                     |
| 5    | Jodie Taylor      | 2017 (5)                               |
| 4    | Eniola Aluko      | 2005 (0), 2009 (3), 2013 (1)           |
|      | Georgia Stanway   | 2022 (2), 2025 (2)                     |
|      | Ella Toone        | 2022 (2), 2025 (2)                     |
| 3    | Karen Carney      | 2005 (1), 2009 (2), 2013 (0), 2017 (0) |
|      | Toni Duggan       | 2013 (1), 2017 (2)                     |
|      | Fran Kirby        | 2017 (1), 2022 (2)                     |
|      | Kelly Smith       | 2001 (0), 2005 (0), 2009 (3), 2013 (0) |
|      | Fara Williams     | 2005 (1), 2009 (2), 2013 (0), 2017 (0) |
|      | Ellen White       | 2017 (1), 2022 (2)                     |
| 2    | Michelle Agyemang | 2025 (2)                               |
|      | Lucy Bronze       | 2013 (0), 2017 (0), 2022 (1) 2025 (1)  |
|      | Kerry Davis       | 1987 (2)                               |
|      | Lauren Hemp       | 2022 (1), 2025 (1)                     |
|      | Lauren James      | 2025 (2)                               |
|      | Chloe Kelly       | 2022 (1), 2025 (1)                     |
| 1    | 11 Spielerinnen   |                                        |

Stand: 27. Juli 2025

## Bilanz gegen die anderen Europameister bei Europameisterschaften
- Schweden: 8 Spiele – 2 Siege, 2 Remis (1× im Elfmeterschießen gewonnen), 4 Niederlagen – 10:12 Tore
- Deutschland: 5 Spiele – 1 Sieg, 4 Niederlagen – 6:16 Tore
- Niederlande: 3 Spiele – 2 Siege, 1 Niederlage – 6:4 Tore
- Norwegen: 1 Spiel – 1 Sieg – 8:0 Tore

Anmerkung: Inkl. Finalrundenspielen

## Endrunden-Spiele
Die Engländerinnen bestritten bisher 34 Endrunden-Spiele, wovon 17 gewonnen wurden, fünf remis endeten und zwölf verloren wurden. Sieben Spiele mussten verlängert werden, wovon vier durch ein Tor und zwei im Elfmeterschießen gewonnen sowie das erste verloren wurde. Neun Endrundenspiele fanden auf heimischen Boden statt. Je dreimal spielten die Engländerinnen gegen die Gastgeberinnen und gegen den Titelverteidiger, wovon sie nur das Spiel gegen Gastgeber Finnland gewannen. Häufigste Gegner waren Schweden (6 Spiele), Spanien (4) Deutschland, Frankreich, Italien, die Niederlande und Russland (je 3).
| Nr. | Datum      | Ergebnis             | Gegner       | Austragungsort    | Anlass           | Bemerkung                                                                                  |
| --- | ---------- | -------------------- | ------------ | ----------------- | ---------------- | ------------------------------------------------------------------------------------------ |
| 1   | 11.06.1987 | 2:3 n. V.            | Schweden     | Moss (NOR)        | Halbfinale       | Erstes Spiel gegen einen amtierenden Europameister                                         |
| 2   | 13.06.1987 | 1:2                  | Italien      | Drammen (NOR)     | Spiel um Platz 3 |                                                                                            |
| 3   | 24.06.2001 | 1:1                  | Russland     | Jena (DEU)        | Gruppenspiel     | Erstes Spiel gegen Russland                                                                |
| 4   | 27.06.2001 | 0:4                  | Schweden     | Jena (DEU)        | Gruppenspiel     |                                                                                            |
| 5   | 30.06.2001 | 0:3                  | Deutschland  | Jena (DEU)        | Gruppenspiel     |                                                                                            |
| 6   | 05.06.2005 | 3:2                  | Finnland     | Manchester        | Gruppenspiel     | 200. Länderspiel                                                                           |
| 7   | 08.06.2005 | 1:2                  | Dänemark     | Blackburn         | Gruppenspiel     |                                                                                            |
| 8   | 11.06.2005 | 0:1                  | Schweden     | Blackburn         | Gruppenspiel     |                                                                                            |
| 9   | 25.08.2009 | 1:2                  | Italien      | Lahti (FIN)       | Gruppenspiel     |                                                                                            |
| 10  | 28.08.2009 | 3:2                  | Russland     | Helsinki (FIN)    | Gruppenspiel     |                                                                                            |
| 11  | 31.08.2009 | 1:1                  | Schweden     | Turku (FIN)       | Gruppenspiel     |                                                                                            |
| 12  | 03.09.2009 | 3:2                  | Finnland     | Turku (FIN)       | Viertelfinale    | 250. Länderspiel                                                                           |
| 13  | 06.09.2009 | 2:1 n. V.            | Niederlande  | Tampere (FIN)     | Halbfinale       |                                                                                            |
| 14  | 10.09.2009 | 2:6                  | Deutschland* | Helsinki (FIN)    | Finale           |                                                                                            |
| 15  | 12.07.2013 | 2:3                  | Spanien      | Linköping (SWE)   | Gruppenspiel     | 300. Länderspiel                                                                           |
| 16  | 15.07.2013 | 1:1                  | Russland     | Linköping (SWE)   | Gruppenspiel     | 100. Länderspiel von Alex Scott für England                                                |
| 17  | 18.07.2013 | 0:3                  | Frankreich   | Linköping (SWE)   | Gruppenspiel     | 100. Niederlage England scheidet als Gruppenletzter aus Letztes Spiel unter Hope Powell    |
| 18  | 19.07.2017 | 6:0                  | Schottland   | Utrecht (NLD)     | Gruppenspiel     | Erster Sieg bei einer EM mit mehr als einem Tor Differenz, erstes EM-Spiel der Schottinnen |
| 19  | 23.07.2017 | 2:0                  | Spanien      | Breda (NLD)       | Gruppenspiel     |                                                                                            |
| 20  | 27.07.2017 | 2:1                  | Portugal     | Tilburg (NLD)     | Gruppenspiel     | 140. und letztes Länderspiel von Alex Scott                                                |
| 21  | 30.07.2017 | 1:0                  | Frankreich   | Deventer (NLD)    | Viertelfinale    | Erster Sieg gegen Frankreich seit 1974                                                     |
| 22  | 03.08.2017 | 0:3                  | Niederlande  | Enschede (NLD)    | Halbfinale       |                                                                                            |
| 23  | 06.07.2022 | 1:0                  | Österreich   | Manchester        | Eröffnungsspiel  | Bis zum 31. Juli 2022 EM-Spiel mit den meisten Zuschauern (68.671)                         |
| 24  | 11.07.2022 | 8:0                  | Norwegen     | Brighton and Hove | Gruppenspiel     | EM-Rekordsieg                                                                              |
| 25  | 15.07.2022 | 5:0                  | Nordirland   | Southampton       | Gruppenspiel     |                                                                                            |
| 26  | 20.07.2022 | 2:1 n. V.            | Spanien      | Brighton and Hove | Viertelfinale    |                                                                                            |
| 27  | 26.07.2022 | 4:0                  | Schweden     | Sheffield         | Halbfinale       |                                                                                            |
| 28  | 31.07.2022 | 2:1 n. V.            | Deutschland  | London            | Finale           | EM-Spiel mit den meisten Zuschauern (87.192)                                               |
| 29  | 05.07.2025 | 1:2                  | Frankreich   | Zürich (CHE)      | Gruppenspiel     | 100. Länderspiel von Alex Greenwood                                                        |
| 30  | 09.07.2025 | 4:0                  | Niederlande  | Zürich (CHE)      | Gruppenspiel     | Höchste EM-Niederlage für die Niederländerinnen                                            |
| 31  | 13.07.2025 | 6:1                  | Wales        | St. Gallen (CHE)  | Gruppenspiel     | Höchste EM-Niederlage für die Waliserinnen                                                 |
| 32  | 17.07.2025 | 2:2 n. V.; 3:2 i. E. | Schweden     | Zürich (CHE)      | Viertelfinale    |                                                                                            |
| 33  | 22.07.2025 | 2:1 n. V.            | Italien      | Genf (CHE)        | Halbfinale       |                                                                                            |
| 34  | 27.07.2025 | 1:1 n. V.; 3:1 i. E. | Spanien*     | Basel (CHE)       | Finale           |                                                                                            |

Anmerkungen: Fett gedruckte Mannschaften gingen als Titelverteidiger in das Turnier, mit „*“ gekennzeichnete Mannschaften waren Weltmeister.

## Finalrunden-Spiele
| Nr. | Datum      | Ergebnis       | Gegner      | Austragungsort | Anlass     | Bemerkung |
| --- | ---------- | -------------- | ----------- | -------------- | ---------- | --------- |
| 1   | 08.04.1984 | 2:1            | Dänemark    | Crewe          | Halbfinale |           |
| 2   | 28.04.1984 | 1:0            | Dänemark    | Hjørring (DNK) | Halbfinale |           |
| 3   | 12.05.1984 | 0:1            | Schweden    | Göteborg (SWE) | Finale     |           |
| 4   | 27.05.1984 | 1:0, 3:4 i. E. | Schweden    | Luton          | Finale     |           |
| 5   | 11.12.1994 | 1:4            | Deutschland | Watford        | Halbfinale |           |
| 6   | 23.02.1995 | 1:2            | Deutschland | Bochum (DEU)   | Halbfinale |           |

## Rekorde
- Höchster Sieg bei einer Endrunde: England – Norwegen 8:0 (2022)
- Zweithöchster Sieg bei einer Endrunde: England – Schottland 6:0 (2017)
- England stellte zweimal die Torschützenkönigin: 2017 – Jodie Taylor mit 5 Toren und 2022 – Beth Mead mit 6 Toren
- England ist die einzige Mannschaft, die in der Gruppenphase dreimal 10 oder mehr Tore erzielte (2017, 2022 und 2025) und neben Deutschland (2005 und 2022) die einzige Mannschaft, die in der Gruppenphase (2022) kein Gegentor kassierte
- England erzielte die meisten Tore in einer EM-Vorrunde: 14:0 bei der EM 2022
- England erzielte die meisten Tore in einer EM-Endrunde: 22:2 bei der EM 2022
- Höchste und zweithöchste Zuschauerzahlen bei EM-Spielen: 87.192 beim EM-Finale im Wembley-Stadion und 68.671 beim Eröffnungsspiel im Old Trafford 2022

## Negativrekorde
- Höchste Finalniederlage: 2:6 gegen Deutschland 2009